# Tanatchivia
Tanatchivia is een vliegengeslacht uit de familie van de roofvliegen (Asilidae).

## Soorten
- T. chimaera Hradský, 1983
- T. hradskyi Tomasovic & Smets, 2007